# 鎖鎌

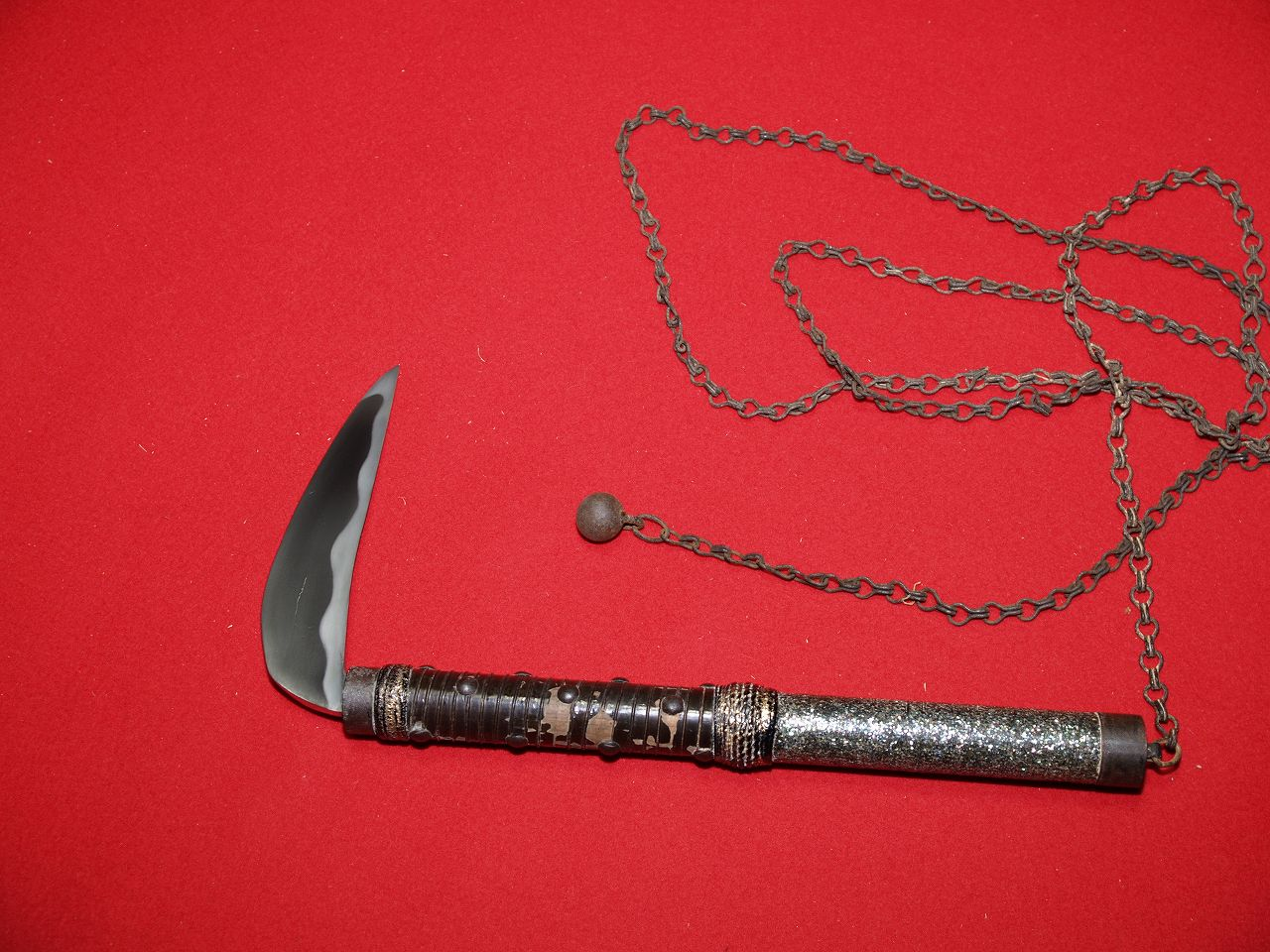
法雲寺の山名氏史料館「山名蔵」で展示されている鎖鎌

鎖鎌（くさりがま）とは、草刈り鎌に鎖分銅を取付けたような形をした武具で、農耕具を武器として発展させたものである。室町時代に誕生した。おもに帯刀を許されない身分の者（農民・商人・職人）の護身用の武器として用いられ、日本の武術各流派では隠し武器として用いられた。鎖鎌術は武芸十八般のひとつともされている。

## 形態
鎖鎌の形態としては、鎌の頭端部に鎖分銅を取付けたもの、鎌の柄尻に鎖分銅を取り付けたものの2種類が一般的であるが、各流派によって形態はさまざまであり、「大鎖鎌」（または薙鎖鎌）と称する柄の部分が4尺（約120cm）のもの、7尺の八重鎌（薙鎌）に鎖をつけた八重鎖鎌、鎌の頭頂部に鎗先を付けたものなど、さまざまな形のものが確認されている。
鎌の頭頂部に鎖分銅を取り付けた形態のものは、おもに片手で用いる目的があり、手首への負担を考えて鎌の部分も小さく鎖も短い小振りにできている。鎌の柄尻に鎖分銅を付けた形態のものは、両手で用いるように作られ、鎌の部分も大きく、鎖も長めにできており（長いものでは約2メートルから4メートル）、投げた時の反動や敵に鎖を捕まれた際、鎌の刃で怪我をしないように柄に護拳や鍔が付いていることが多い。
現存する鎖鎌の多くは、いわゆる野鍛冶（包丁や鍬などを作る鍛冶）によって作られたものが多く、刀鍛冶により作られた在銘のものはきわめて少ない。
偽物も多く、なかには陣鎌や鳶鎌といった別の種類の鎌に鎖分銅を取り付けたものもあり、骨董的価値の高いこれらを鎖鎌の偽物としてしたてることで価値を失わせているものも多い。

## 操法
敵の頭部・顔面・脛・小手の部分を狙って分銅を打ち付けたり、敵の武器を鎖で叩き落したり、敵の手首や足に鎖を絡めさせたりしながら、敵の動きを封じたあと左手に持った鎌刃で斬りつけとどめを刺す。
頭頂部に鎖分銅を取り付けたものは、片手で鎖を振り回しながら、敵との間合いを計りながら分銅を打ち付けて用いられ、柄尻に鎖を取り付けたものは、万力鎖術で用いられる様に数十cmほど垂らした鎖を回転させて勢いをつけたうえで直線的に投げつける、スリングによる投石に近い攻撃方法が取られる（分銅を持って投ずる流派もある）。鎖分銅は一度投げると鎖を巻き取り再度振り回して攻撃態勢が整うまで非常に時間がかかるので、鎖鎌術を伝授する流派では、鎖分銅をかわされた場合の戦闘を考慮した（鎌の部分を利用した）接近戦戦闘法を繰り返し稽古している。

## 備考
長柄の「鎖棒」のなかには鎖鎌に類した武器もあり、棒先（厳密には先端ではない）に鎖分銅をつけ、石突の方に鎌を備えたもので、鎖鎌とは逆さの外見をしている。
一心流の鎖鎌は逆手にもつため、護拳が柄頭より鎌の付け根についている。